# Meyer Reinhold
Meyer Reinhold (* 1. September 1909 in Brooklyn, New York; † 2. Juli 2002 in Nashville) war ein amerikanischer Althistoriker.

## Leben
Meyer Reinhold stammte aus einer jüdischen Familie, die wenige Jahre vor seiner Geburt aus Österreich-Ungarn in die USA eingewandert war. Er besuchte die Bushwick High School in Brooklyn und studierte dann am City College of New York (Bachelor 1929) und an der Columbia University (Master 1930). Anschließend arbeitete er an seiner Doktorarbeit im Fach Alte Geschichte, mit der er 1933 promoviert wurde. Sein akademischer Mentor war der Papyrologe und Sozialhistoriker William Linn Westermann.
Nach der Promotion war Reinhold vom Herbst 1933 bis zum Frühjahr 1935 Fellow der American Academy in Rome und bereiste Süditalien, Sizilien und Griechenland. Nach seiner Rückkehr in die USA hatte er Schwierigkeiten, eine Stelle zu finden. Ab 1938 arbeitete er als Dozent am Brooklyn College, wo er 1947 Assistant Professor und 1952 Associate Professor of Classical Studies wurde.
Während der McCarthy-Ära geriet Reinhold wie viele andere Personen unter den Verdacht, dem Kommunismus Vorschub zu leisten. Unter dem wachsenden behördlichen Druck trat Reinhold 1955 von seiner Stelle am Brooklyn College zurück und blieb zehn Jahre lang arbeitslos. Den Lebensunterhalt seiner Familie bestritt er während dieser Zeit aus Auftragsarbeiten des Barron-Verlags, für den er Übersetzungen griechischer und lateinischer Werke rezensierte.
1965 eröffnete sich für Reinhold an der neugegründeten University of Southern Illinois at Carbondale eine Stelle als Associate Professor of Greek, Latin and Ancient History. Hier nahm er die akademische Lehre und Forschung wieder auf. 1967 wechselte er als Professor of Classical Studies an die University of Missouri. 1980 trat er in den Ruhestand und zog an die Boston University, wo er noch bis 1995 in Lehre und Forschung aktiv war. Hier gründete er 1985 das Institute for the Classical Tradition. Seine letzten Lebensjahre verbrachte er in Nashville, Tennessee.

## Leistungen
Meyer Reinhold war einer der produktivsten Althistoriker der Nachkriegszeit. Bereits seine Dissertation von 1933, eine Biografie von Marcus Vipsanius Agrippa, wurde zum Standardwerk und erfuhr zwei unveränderte Nachdrucke (Rom 1965, Chicago 1981). Bis zum Ende des Zweiten Weltkriegs hielten Lehrverpflichtungen Reinhold von weiteren Publikationen ab. Seine Publikationstätigkeit setzte 1946 wieder ein mit einem umfangreichen Artikel über die althistorischen Forschungen Michael Rostovtzeffs, in dem Reinhold die Quellenarbeit Rostovtzeffs lobte, aber seine Methodik und Konzeption bemängelte. Gemeinsam mit seinem Kollegen am Brooklyn College, dem Papyrologen Naphtali Lewis, verfasste Reinhold in den 50er Jahren das zweibändige Werk Roman Civilization (New York 1951–1955).
Reinholds Entlassung während der McCarthy-Ära bedeutete einen weiteren Bruch in seinem Schaffen. In den späten 60er Jahren, als Professor an der University of Missouri, setzte die dritte Phase ein. Reinhold beschäftigte sich nun hauptsächlich mit der antiken Sozialgeschichte, wobei er neben dem römischen Reich und der griechischen Welt auch Kleinasien einbezog. 

## Schriften
- History of Purple as a Status Symbol in Antiquity, Brüssel 1970
- The Golden Age of Augustus, Toronto/Sarasota 1978
- From Republic to Principate. A Historical Commentary on Cassius Dio’s Roman History Books 49–52 (36–29 B.C.), Atlanta 1988
- Studies in Classical History and Society, hrsg. von Ward W. Briggs, Oxford/New York 2002 (gesammelte kleine Schriften)